# فهرست کشورهای با رسمیت محدود

قرمز: کشورهای عضو سازمان ملل که حداقل یک کشور عضو دیگر از سازمان ملل آن‌ها را به رسمیت نمی‌شناسد. زرد: کشورهای غیرعضو سازمان ملل که حداقل یک کشور عضو دیگر از سازمان ملل آن‌ها را به رسمیت شناخته‌است. آبی: کشورهای غیر عضو سازمان ملل که توسط کشورهای غیر عضو سازمان ملل، به رسمیت شناخته می‌شود.

فهرست کشورهای با رسمیت محدود، شامل کشورهایی است که از سوی برخی کشورهای دیگر به رسمیت شناخته نمی‌شوند.

## کشورهای عضو یا ناظر سازمان ملل
کشورهای عضو که حداقل توسط یکی از اعضای سازمان ملل به رسمیت شناخته نمی‌شود:
| سرزمین    | رسمیت |
| --------- | --- |
| ارمنستان  | پاکستان برای حمایت از جمهوری آذربایجان پس از جنگ قره‌باغ ارمنستان را به رسمیت نمی‌شناسد. |
| چین       | توسط تایوان به رسمیت شناخته نمی‌شود. |
| قبرس      | قبرس که سال ۱۹۶۰ به استقلال رسیده‌است، توسط ترکیه و قبرس شمالی به‌رسمیت شناخته نمی‌شود. |
| اسرائیل   | توسط ۲۸ عضو سازمان ملل که بیشتر آن‌ها، کشورهای اسلامی هستند؛ از جمله ایران، عربستان، افغانستان، پاکستان، عراق، سوریه، لبنان، یمن، عمان، الجزایر، لیبی، تونس و … به رسمیت شناخته نمی‌شود. سازمان آزادی‌بخش فلسطین (ساف)، که از به رسمیت شناخته شدن توسط اکثریت بین‌المللی به عنوان تنها نماینده مردم فلسطین برخوردار است، اسرائیل را در سال ۱۹۹۳ به رسمیت شناخت. بعدها، شورای مرکزی فلسطین رای به تعلیق به رسمیت شناختن اسرائیل داد، اما محمود عباس، رئیس دولت فلسطین، هنوز اقدامی نکرده‌است. |
| کره شمالی | توسط کره جنوبی، ژاپن، بوتسوانا، استونی، فرانسه، اسرائیل، آمریکا، آرژانتین، کانادا، کاستاریکا، یک ناظر سازمان ملل: واتیکان و یک کشور نه عضو و نه ناظر: تایوان، به رسمیت شناخته نمی‌شود. |
| کره جنوبی | کره شمالی این کشور را به رسمیت نمی‌شناسد. |

کشورهای ناظر که حداقل توسط یکی از اعضای سازمان ملل به رسمیت شناخته نمی‌شود:
| سرزمین | رسمیت |
| ------ | --- |
| فلسطین | دولت فلسطین (که معمولاً به عنوان فلسطین شناخته می‌شود)، در سال ۱۹۸۸ توسط سازمان آزادی‌بخش فلسطین (ساف) اعلام شد؛ که توسط اکثریت کشورهای عضو سازمان ملل و خود سازمان ملل متحد به عنوان تنها نماینده مردم فلسطین به رسمیت شناخته شده‌است. فلسطین، در حال حاضر به‌طور رسمی توسط ۱۳۸ کشور عضو سازمان ملل متحد، سریر مقدس و جمهوری دموکراتیک عربی صحرا به رسمیت شناخته شده‌است. ولی همچنان ۵۴ کشور که عمدتاً کشورهای غربی هستند از جمله انگلستان، فرانسه، آلمان، آمریکا و نیز اسرائیل، فلسطین را به رسمیت نمی‌شناسند. سازمان ملل، اراضی فلسطینی مورد ادعا را به‌عنوان سرزمین‌های اشغال‌شده توسط اسرائیل معرفی کرد و در سال ۲۰۱۲، به فلسطین، وضعیت ناظر غیرعضو را اعطا کرد. |

## کشورهای غیر عضو یا ناظر سازمان ملل
کشورهایی که حداقل توسط یکی از اعضای سازمان ملل به رسمیت شناخته شده‌است:
| سرزمین                     | رسمیت |
| -------------------------- | --- |
| آبخاز                      | تنها توسط ۵ کشور عضو سازمان ملل (روسیه، نیکاراگوئه، ونزوئلا، نائورو و سوریه) و ۲ کشور غیرعضو (اوستیای جنوبی و ترانس‌نیستریا) به رسمیت شناخته می‌شود.                      |
| تایوان                     | توسط ۱۲ کشور عضو و سریر مقدس به رسمیت شناخته می‌شود. |
| کوزوو                      | توسط ۱۰۱ عضو سازمان ملل متحد و همین‌طور تایوان، جزایر کوک و نیووی به رسمیت شناخته می‌شود.                                                                                 |
| قبرس شمالی                 | تنها توسط ترکیه به رسمیت شناخته می‌شود. |
| جمهوری دموکراتیک عربی صحرا | توسط ۴۵ عضو سازمان ملل و اوستیای جنوبی به رسمیت شناخته می‌شود. |
| اوستیای جنوبی              | توسط ۵ عضو سازمان ملل (روسیه، سوریه، نیکاراگوئه، ونزوئلا و نائورو) و ۳ کشور غیرعضو سازمان ملل (آبخاز، ترانس‌نیستریا و جمهوری دموکراتیک عربی صحرا) به رسمیت شناخته می‌شود. |

کشورهایی که تنها توسط کشورهای غیر عضو سازمان ملل به رسمیت شناخته می‌شوند:
| سرزمین       | رسمیت                                                  |
| ------------ | ------------------------------------------------------ |
| ترانس‌نیستریا | تنها توسط آبخاز و اوستیای جنوبی به رسمیت شناخته می‌شود. |
| سومالی‌لند    | تنها توسط تایوان به رسمیت شناخته شده‌است.               |